# Václav Sedláček (malíř)
Václav Sedláček (9. května 1925 Lažánky – 2. prosince 1981 Praha) byl malíř české krajiny.

## Životopis
Narodil se 9. května 1925 v obci Lažánky v rolnické rodině. Od dětství se věnoval kresbě. Výtvarné umění studoval v Praze na Státní grafické škole a poté na Vysoké škole uměleckoprůmyslové, z které přešel na Akademii výtvarných umění, kde studoval u prof. Vlastimila Rady. Po ukončení studia působil na škole jako asistent prof. Vlastimila Rady a prof. Františka Jiroudka. Po roce 1969 po vpádu vojsk Varšavské smlouvy byl nucen své místo n, a AVU opustit a živil se především restaurováním fresek a sgrafit. Restauroval například sgrafita Mikoláše Alše na Wiehlově domě v Praze nebo nástěnné malby v Bazilice nanebevzetí panny Marie na Hostýně. V roce 1961 uzavřel sňatek s grafičkou Hanou Storchovou. Byl členem Umělecké besedy, spolu s níž mnohokrát vystavoval a přidružil se také ke skupině Říjen. Účastnil se tematických akcí a soutěží: například soutěž na obrazy pro foyer Národního divadla, dále pak např. akce Povltaví a Želivka, ve které měli malíři za úkol zdokumentovat krajinu před zatopením a vystavoval také v Pražských salonech.

## Tvorba
Ve své tvorbě se zabýval výhradně zpodobením krajiny, zprvu především krajiny jihočeské a valašské. Po svém odchodu z AVU se stáhl do ústraní do svého ateliéru a krajinu již nezpodobňoval venku v přírodě, nýbrž pouze v ateliéru. Takto vzniklé obrazy zachycují hlavně jeho niterné pocity z přírody. Krajina v jeho obrazech je teskně poetická a abstraktní, vyjadřuje jeho dojmy a vzpomínky, je tichá, ztlumená, zachycuje často večerní a podzimní nálady. Uskutečnil celou řadu samostatných výstav. Jeho díla jsou součástí sbírek Národní galerie a dalších galerií.
Tvorba Václava Sedláčka zůstala nedokončena v důsledku předčasného úmrtí. Jeho život a dílo se náhle uzavřely předčasným úmrtím dne 2. prosince 1981. Poslední samostatná výstava tohoto jedinečného malíře krajiny se uskutečnila v roce 2008.

### Výstavy
- 1969 Obrazy krajin, Alšova síň Umělecké besedy, Praha
- 1970 Krajiny 1967 - 1970, Výstavní síň Díla, Ostrava
- 1972 Krajiny 1969 - 1972, Nová síň, Praha
- 1975 Krajiny, Muzeum města Blatné, Blatná
- 1981 Krajina, Nová síň, Praha
- 1985 Krajina, Muzeum a galerie Vodňany, Muzeum Blatná
- 2005 Obrazy, Galerie muzea, Blatná
- 2008/9 Krajina, Galerie Nová síň, Praha